# 엄마는 연예인
《엄마는 연예인》은 2017년 10월 10일부터 2017년 10월 31일까지 tvN에서 방송된 예능 프로그램이다.

## 출연자
- 예지원
- 윤세아
- 한혜연
- 한은정